# Volo Birgenair 301
Il volo Birgenair 301 era un volo charter da Puerto Plata a Francoforte sul Meno operato da Birgenair per conto di Alas Nacionales. Il 6 febbraio 1996, il Boeing 757-225 che effettuava il collegamento è precipitato poco dopo il decollo dall'Aeropuerto Internacional Gregorio Luperón di Puerto Plata.

## L'aereo e l'equipaggio
L'aereo era un Boeing 757-225 di 11 anni originariamente consegnato alla Eastern Air Lines nel febbraio 1985 e registrato come N516EA. Era alimentato da due motori Rolls-Royce RB211-535E4. Dopo il fallimento della Eastern Air Lines e la successiva liquidazione nel 1991, l'aereo venne posto in un hangar presso lo Spazioporto di Mojave dove vi rimase per più di un anno. Fu poi acquistato da Aeronautics Leasing nell'aprile 1992, quindi affittato alla compagnia aerea canadese Nationair nel maggio 1992, rimanendo nella sua flotta fino alla sua chiusura l'anno successivo. Fu nuovamente noleggiato dalla stessa società nel luglio 1993 a Birgenair e poi sub-affittato a International Caribbean Airways nel dicembre 1994; al momento dello schianto il velivolo era tornato a operare per  Birgenair.
L'equipaggio era composto da 11 turchi e 2 dominicani. Il capitano era Ahmet Erdem (61 anni), uno dei piloti più anziani di Birgenair, con 24.750 ore di volo di cui 1.875 sul Boeing 757. Il primo ufficiale era Aykut Gergin (34 anni). Aveva accumulato 3.500 ore di esperienza di volo, anche se solo 71 ore erano sul Boeing 757. In cabina di pilotaggio era presente un terzo pilota, Muhlis Evrenesoğlu (51 anni), con 15.000 ore di volo di cui 121 sul Boeing 757.

## Passeggeri
I passeggeri erano principalmente tedeschi (167), seguiti da 9 polacchi, tra i quali due membri del Parlamento, Zbigniew Gorzelańczyk dell'Alleanza di sinistra democratica e Marek Wielgus del Blocco apartitico per il sostegno delle riforme (BBWR). La maggior parte dei passeggeri aveva prenotato le vacanze ai Caraibi tramite il tour operator Öger Tours, una società partecipata al 10% da Birgenair.
L'incidente del volo 301 è quello che ha avuto il più alto numero di vittime di qualsiasi altro incidente aereo che ha visto coinvolto un Boeing 757.
| Nazionalità     | Passeggeri | Equipaggio | Totale |
| --------------- | ---------- | ---------- | ------ |
| Germania        | 167        | 0          | 167    |
| Polonia         | 9          | 0          | 9      |
| Turchia         | 0          | 11         | 11     |
| Rep. Dominicana | 0          | 2          | 2      |
| Totale          | 176        | 13         | 189    |

## L'incidente
Durante il decollo, avvenuto alle ore 23:42, il capitano si accorse che il suo anemometro (ASI) non funzionava correttamente, ma decise di proseguire comunque le operazioni in quanto lo strumento del primo ufficiale sembrava funzionare regolarmente. Durante la salita, quando il velivolo si trovava alla quota di 4.700 ft (1.400 m), l'ASI del capitano indicava erroneamente una velocità di 340 nodi che causò l'intervento del pilota automatico che ridusse la potenza dei motori e mise l'aereo in assetto di nose-up (muso sollevato) per diminuire la velocità.
Nel contempo si azionarono gli allarmi di rudder ratio, di mach airspeed e di overspeed; la comparsa di questi allarmi, anch'essi dipendenti dalle informazioni fornite dall'ASI del comandante, creò confusione nei piloti in quanto l'ASI del co-pilota indicava una velocità (in diminuzione) di 200 nodi. Questo li portò a credere che anche questo strumento fosse malfunzionante e ridussero ulteriormente la velocità. A questo punto si azionarono sia lo stick shaker (l'allarme che avvisa il sopraggiungere dello stallo) che l'allarme di velocità eccessiva, confondendo ulteriormente i piloti. Il comandante tentò di evitare lo stallo dando potenza ai motori, ma siccome l'aereo era ancora in assetto di nose-up, essi non risposero in quanto non ricevevano aria a sufficienza per incrementare la potenza. Non solo, quest'ultimo aspetto peggiorò notevolmente le condizioni di lavoro dei motori, che si trovarono sottoposti ad uno sforzo eccessivo che li portò a cedere. Il motore sinistro si spense, l'aereo modificò repentinamente il suo assetto facendo nel contempo riprendere potenza al motore destro; la spinta asimmetrica fece rapidamente capovolgere l'aereo. Alle 23:47 si attivò il Ground Proximity Warning System e otto secondi più tardi l'aereo impattò sulla superficie del Mar dei Caraibi, uccidendo tutti i passeggeri e i membri dell'equipaggio.

## Indagini
Delle indagini si occupò l'ente governativo Dirección General de Aeronáutica (DGAC). Gli inquirenti stabilirono che la perdita di controllo e il successivo schianto fosse da attribuirsi all'incapacità dei piloti di riconoscere l'attivazione dello stick shaker come un avvertimento di imminente stallo e di eseguire le corrette procedure per recuperare il controllo dell'aereo. I piloti vennero indotti all'errore a causa della discrepanza tra gli indicatori del comandante e del primo ufficiale; gli inquirenti stabilirono infatti l'aereo stesse viaggiando a 220 nodi. Il motivo per cui il pilota automatico intervenne con azioni che si rivelarono fatali era da ricondurre al fatto che esso leggeva i dati forniti dall'ASI del comandante che, come constatato dai piloti stessi, in quel momento mostrava valori errati. Gli inquirenti giunsero alla conclusione che le letture errate dell'ASI del comandante fossero causate dall'ostruzione di uno dei tre tubi di Pitot, gli strumenti utilizzati per misurare la velocità relativa al vento e che fornisce le informazioni ai computer di bordo. Purtroppo nessun tubo di Pitot venne recuperato, non consentendo di determinare con certezza cosa li avesse potuti ostruire. Gli investigatori ipotizzarono che qualche insetto potesse aver costruito il nido nel tubo di Pitot collegato all'ASI del comandante. Come principale sospettato venne indicata la vespa muratore, ben conosciuta nelle zone della Repubblica Dominicana. Il velivolo era rimasto fermo nei 25 giorni precedenti l'incidente, e i tubi di Pitot non erano stati coperti o ispezionati, rendendo possibile alle vespe di costruirvi il loro nido.

## Conseguenze
Sebbene l'incidente sia stato attribuito all'incapacità dei piloti di riprendere il controllo dell'aereo, da esso sono state estratte alcune nozioni utili.
La decisione del comandante di andare contro le procedure standard ed eseguire il decollo nonostante la sua ASI non fosse funzionante ha portato a evidenziare ulteriormente questo aspetto durante l'addestramento dei piloti. Il cockpit voice recorder rivelò che né il primo ufficiale né il terzo pilota presenti in cabina di pilotaggio imposero al comandante il loro punto di vista in merito all'attivazione dello stick shaker, cioè che egli avrebbe dovuto considerare il fatto che l'aereo fosse ancora in fase di decelerazione e in assetto di nose-up. Il primo ufficiale scelse di non utilizzare la sua barra di comando per contrastare l'azione del comandante e tentare di riportare in assetto l'aereo. Questo portò a sviluppare protocolli di addestramento migliori per sensibilizzare e insegnare ai co-piloti a essere più decisi in situazioni simili. Nel 1996 Birgenair dichiarò bancarotta.

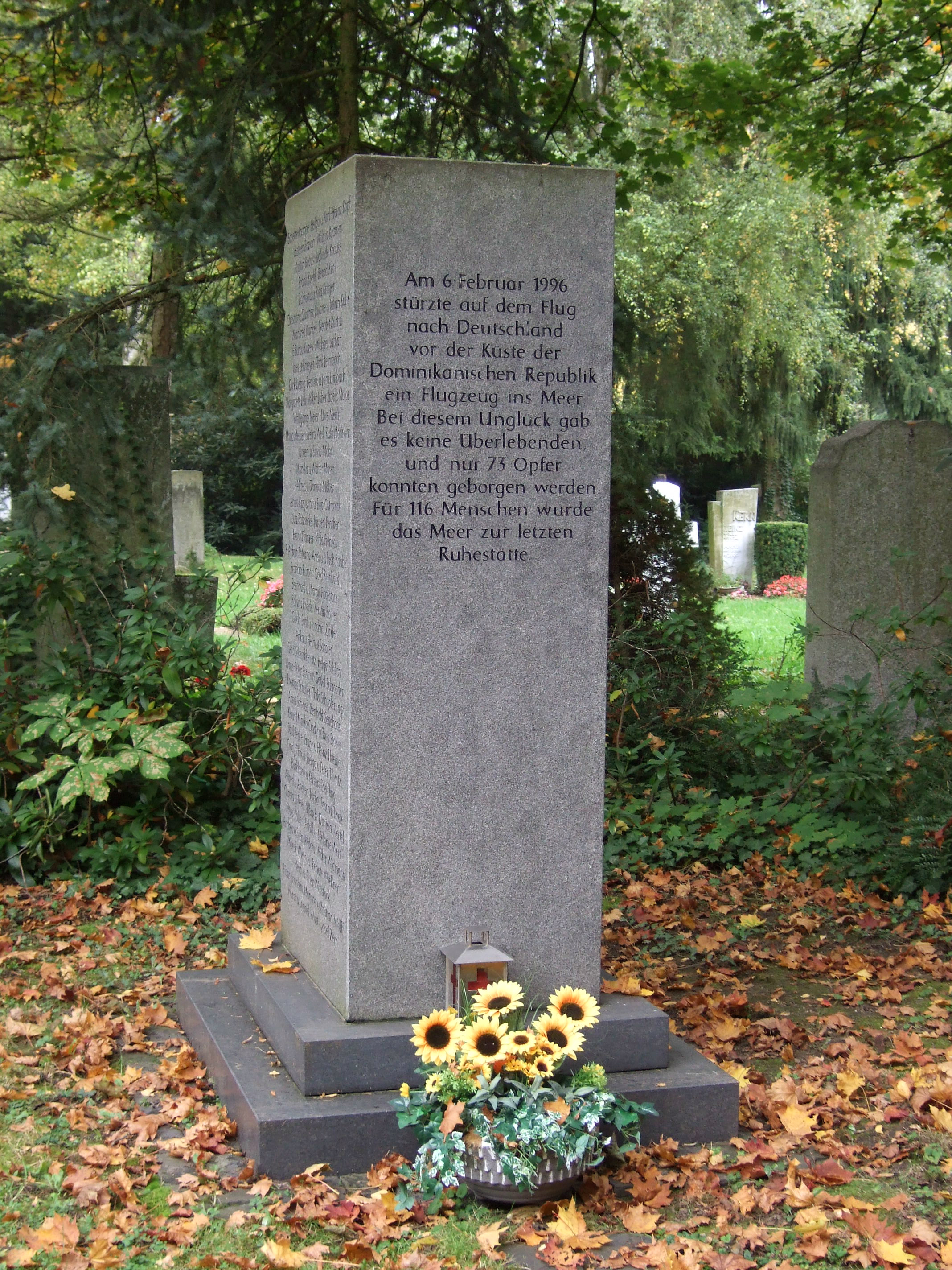
Il Memoriale per le vittime del volo 301 al cimitero di Francoforte sul Meno

## Il volo Birgenair 301 nei media
L'incidente del volo 301 della Birgenair è stato analizzato nell'episodio Comunicazione interrotta della quinta stagione del documentario Indagini ad alta quota trasmesso dal National Geographic Channel